# شورتپه شرقی
شورتپه شرقی مربوط به دوران‌های تاریخی پس از اسلام است و در شهرستان علی‌آباد، بخش مرکزی، روستای باغه شور تپه نفس واقع شده و این اثر در تاریخ ۱۱ مهر ۱۳۸۳ با شمارهٔ ثبت ۱۱۱۸۹ به‌عنوان یکی از آثار ملی ایران به ثبت رسیده است.